# Ophiomyia rostrata
Ophiomyia rostrata este o specie de muște din genul Ophiomyia, familia Agromyzidae, descrisă de Friedrich Georg Hendel în anul 1920. Conform Catalogue of Life specia Ophiomyia rostrata nu are subspecii cunoscute.